# Nelson Espinoza
Nelson Francisco Espinoza Díaz (* 22. September 1995 in Doñihue) ist ein chilenischer Fußballtorwart.

## Vereinskarriere
Nelson Espinoza kam aus der Jugend von Universidad de Chile, bei denen er im Mai 2014 in der Copa Chile gegen Audax Italiano debütierte. Zuvor nahm er schon seit 2013 am Training der Profimannschaft teil und saß als dritter Torwart hinter Johnny Herrera und Luis Marín auf der Bank. Mit Universidad de Chile gewann Espinoza die Meisterschaft und den Pokal, spielte allerdings nur selten. So wechselte er zu verschiedenen Klubs auf Leihbasis, wurde aber nicht Stammtorwart. Bei San Luis de Quillota absolvierte Espinoza 2017/18 zwei, 2019 beim CD Magallanes in der Primera B neun und 2021 beim CD O’Higgins elf Ligaspiele.
Im Februar 2022 wechselte Espinoza zum Zweitligisten Deportes Copiapó. Mit dem Klub aus dem Norden des Landes stieg er als Tabellendritter über die Play-offs in die Primera División auf. Im Mai 2023 erlitt Espinoza nach einem Zusammenprall mit Stürmer Fernando Zampedri einen doppelten Bruch im Gesicht.

## Nationalmannschaft
Für die U-20-Südamerikameisterschaft 2015 in Uruguay wurde Nelson Espinoza in den Kader der U-20-Nationalmannschaft von Hugo Tocalli berufen, jedoch absolvierte der 1,90 m große Torwart kein Turnierspiel. Chile schied nach einem Sieg und drei Niederlagen in der Gruppenphase aus.

## Erfolge
Universidad de Chile
- Chilenischer Meister: 2014/15-A, 2016/17-C
- Chilenischer Pokalsieger: 2015/16
- Supercup-Sieger: 2015